# 亚历山大·扎索霍夫
亚历山大·谢尔盖耶维奇·扎索霍夫（俄語：Алекса́ндр Серге́евич Дзасо́хов，1934年4月3日—）奥塞梯人，苏联党和国家领导人苏联驻叙利亚大使，苏联解体后为北奥塞梯总统。

## 生平
- 1934年，生于弗拉季高加索的职员家庭。
- 1957年，加入苏联共产党。同年，毕业于北高加索矿业学院。
- 1957年，做共青团工作。
- 1967年，任亚非人民团结委员会理事会责任书记、副主席、第一副主席、主席。
- 1986年，任苏联驻智利大使。
- 1988年，任苏共北奥塞梯州委第一书记。
- 1989年，为苏联最高苏维埃委员。
- 1990年，为苏联最高苏维埃国际事务委员会主席。7月，为苏共中央政治局委员，苏共中央书记处成员。
- 1991年，为俄罗斯联邦人民代表，俄罗斯联邦最高苏维埃民族委员会委员。
- 1993年，为国家杜马副主席。
- 1995年，为共同主持议会“民主”党团。
- 1998年，任北奥塞梯共和国总统。
- 2001年，任俄罗斯联邦议会联邦委员会委员。